# Rugenbräu

Prioritäts-Aktie der Aktien-Brauerei Interlaken vom 30. September 1880 mit Unterschrift von Geschäftsführer A. Indermühle

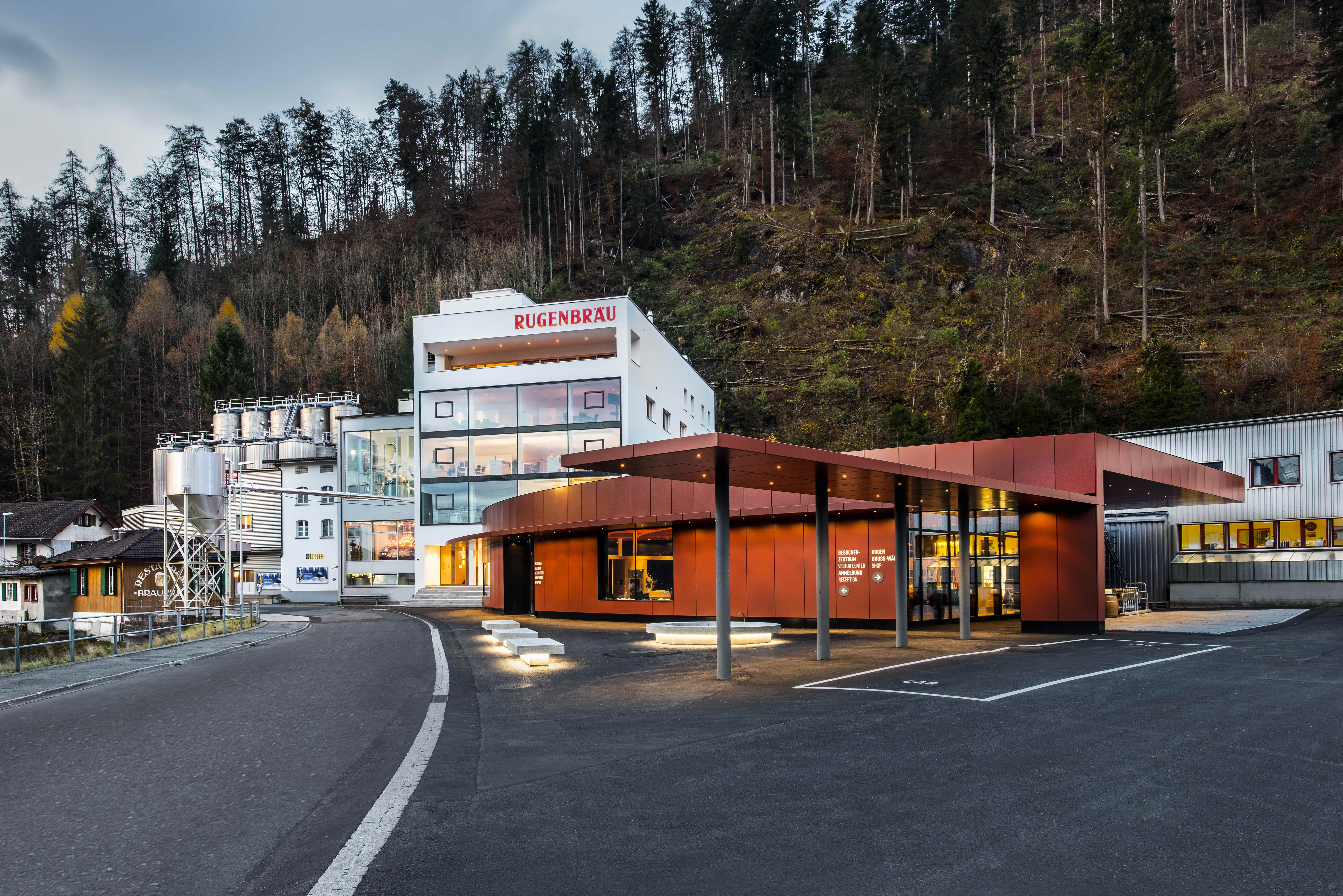
Brauereigebäude (2018)

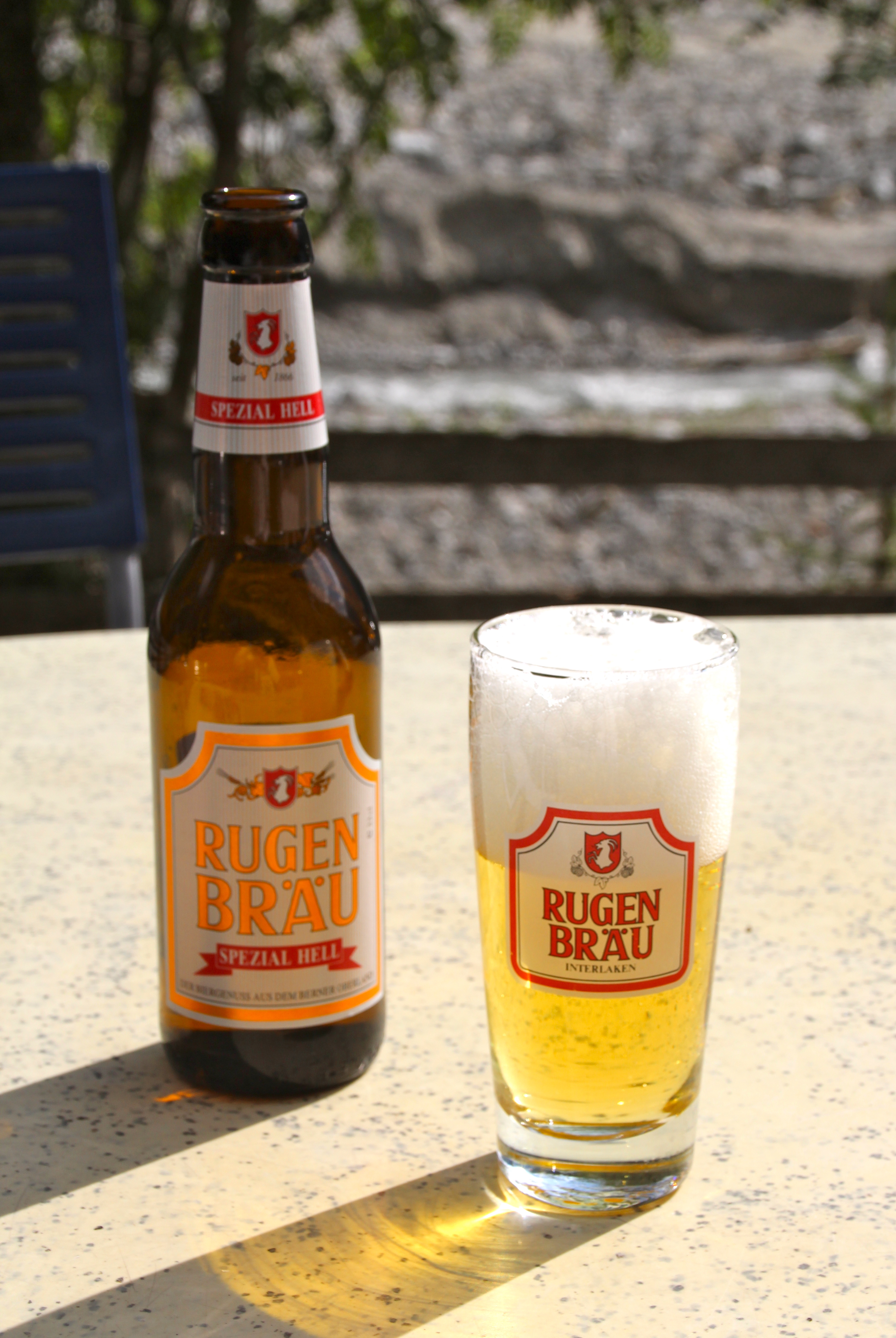
Rugenbräu in einem Restaurant

Rugenbräu ist eine Bierbrauerei in Matten bei Interlaken im Berner Oberland in der Schweiz. Sie ist seit der Gründung in Familienbesitz.

## Geschichte
Die Ursprünge des Unternehmens gehen auf eine Brauerei mit Brennerei zurück, die der Grossrat Christian Indermühle aus Kiesen 1866 auf der Gasthausmatte des Gasthofs Hotel Interlaken baute. Nach seinem Tod übernahmen seine Söhne Carl und Albert die Brauerei und erstellten 1875 zur Lagerung des Biers Felsenkeller im Rugen, einem Berg bei Interlaken.
1880 mussten sie die Brauerei verkaufen und mit Hilfe der Berner Kantonalbank wurde sie in eine Aktiengesellschaft mit dem Namen Aktien-Brauerei Interlaken umgewandelt. Ihre Liegenschaften wurden 1892 vom bayerischen Braumeister Joseph Hofweber (Kochbräu und Hofwebersche Brauerei in Freising) erworben, der zwei Jahre zuvor bereits die Brauerei im Schloss Reichenbach bei Zollikofen gekauft hatte. 1895 wurde über dem Kellergewölbe im grossen Rugen ein Brauhaus aufgebaut und die Produktion vollständig in dieses verlagert. Die Bayrische Brauerei in Interlaken wurde stillgelegt. 
Die Firma hiess nun J. Hofweber & Cie. AG und hatte ihren Hauptsitz in Interlaken und eine Zweigniederlassung in Reichenbach. 1920 wurde sie mit einer zweiten Brauerei auf dem Bödeli zur Brauerei-Betriebsgesellschaft Hofweber & Horn fusioniert, welche sich ab 1935 Kollektivgesellschaft J. Hofweber & Cie. AG und Gebr. Horn nannte und 1968 zur Aktiengesellschaft Rugenbräu AG wurde.
1971 wurde die Brauerei im Schloss Reichenbach geschlossen. Seit 1988 werden ihre Räumlichkeiten jedoch wieder als Depot für den Grossraum Bern genutzt. Noch heute befindet sich die Rugenbräu AG im Familienbesitz.

## Produkte
Neben hellem Lagerbier, Dunkelbier, Premium-Bier mit Maisanteil und einem ungefilterten Bier (Zwickel) wird auch ein alkoholfreies Bier produziert. Daneben ist die Brauerei seit März 2008 auch mit mehreren Whiskyabfüllungen und dem Fleur de Bière d’Interlaken, einem Schnaps aus Starkbier, auf dem Markt. Schliesslich vertreibt das Unternehmen auch Weine, bietet Mixgetränke (Mountain Twister) an und vertreibt Erfrischungsgetränke verschiedener Hersteller.
2017 wurde das Amber Oberland neu eingeführt.
Die Brauerei produziert jährlich knapp 4 Millionen Liter Bier. Insgesamt beträgt der jährliche Getränkeausstoss (Bier, Mineralwasser, Wein und Spirituosen) 8 Millionen Liter (80'000 Hektoliter).